# Liste der Gebietsänderungen in Thüringen 2020 bis 2023
Die Liste der Gebietsänderungen in Thüringen 2020 bis 2023 enthält Änderungen an Gemeindegebieten des Landes Thüringen in der Zeit vom 1. Januar 2020 bis zum 31. Dezember 2023. Dazu zählen unter anderem Zusammenschlüsse und Trennungen von Gemeinden, Eingliederungen von Gemeinden in eine andere, Änderungen des Gemeindenamens und Umgliederungen von Teilen einer Gemeinde in eine andere.

## Legende
- Datum: juristisches Wirkungsdatum der Gebietsänderung
- Gemeinde vor der Änderung: Gemeinde vor der Gebietsänderung
- Maßnahme: Art der Gebietsänderung
- Gemeinde nach der Änderung: Gemeinde nach der Gebietsänderung
- Landkreis: Landkreis der Gemeinde nach der Gebietsänderung

Die Sortierung erfolgt chronologisch: Datum, kreisfreie Städte, Landkreise, aufnehmende oder neu gebildete Gemeinde. Heute noch bestehende Gemeinden sind farbig unterlegt.

## Gemeinden und Landkreise
| Datum      | Gemeinde vor der Änderung | Maßnahme | Gemeinde nach der Änderung | Landkreis |
| ---------- | --- | --- | --- | --- |
| 01.12.2020 | Moorgrund | Eingliederung | Bad Salzungen | Wartburgkreis |
| 01.01.2021 | Greußen Großenehrich Wolferschwenda                                                                                           | Zusammenschluss | Greußen | Kyffhäuserkreis |
| 01.07.2021 | Eingliederung der Stadt Eisenach in den Wartburgkreis 17 Landkreise, 6 kreisfreie Städte → 17 Landkreise, 5 kreisfreie Städte | Eingliederung der Stadt Eisenach in den Wartburgkreis 17 Landkreise, 6 kreisfreie Städte → 17 Landkreise, 5 kreisfreie Städte | Eingliederung der Stadt Eisenach in den Wartburgkreis 17 Landkreise, 6 kreisfreie Städte → 17 Landkreise, 5 kreisfreie Städte | Eingliederung der Stadt Eisenach in den Wartburgkreis 17 Landkreise, 6 kreisfreie Städte → 17 Landkreise, 5 kreisfreie Städte |
| 01.01.2023 | Anrode | Auflösung | – | Unstrut-Hainich-Kreis |
| 01.01.2023 | Anrode, Bickenriede und Zella                                                                                                 | Umgliederung | Dingelstädt | Eichsfeld |
| 01.01.2023 | Anrode, Hollenbach | Umgliederung | Mühlhausen/Thüringen | Unstrut-Hainich-Kreis |
| 01.01.2023 | Anrode, Dörna und Lengefeld                                                                                                   | Umgliederung | Unstruttal | Unstrut-Hainich-Kreis |
| 01.01.2023 | Dünwald | Auflösung | – | Unstrut-Hainich-Kreis |
| 01.01.2023 | Dünwald, Beberstedt und Hüpstedt                                                                                              | Umgliederung | Dingelstädt | Eichsfeld |
| 01.01.2023 | Dünwald, Zaunröden | Umgliederung | Unstruttal | Unstrut-Hainich-Kreis |
| 01.01.2023 | Menteroda | Eingliederung | Unstruttal | Unstrut-Hainich-Kreis |
| 01.01.2023 | Hartmannsdorf | Eingliederung | Bad Köstritz | Greiz |
| 01.01.2023 | Kühdorf | Eingliederung | Langenwetzendorf | Greiz |
| 01.01.2023 | Riethgen | Eingliederung | Kindelbrück | Sömmerda |
| 01.01.2023 | Rannstedt | Eingliederung | Bad Sulza | Weimarer Land |